# Cardiocorax
Cardiocorax es un género extinto de plesiosaurio elasmosáurido cuyos restos se encontraron en estratos del Cretácico Superior (inicios de la época Maastrichtiense) de la Formación Mocuio de la provincia de Namibe, en el sur de Angola. Solo abarca a la especie tipo, Cardiocorax mukulu.

## Descubrimiento
Cardiocorax es conocido a partir del espécimen holotipo MGUAN PA103 el cual consiste en una cintura escapular y pélvica completas, cinco vértebras del cuello y una del dorso, una extremidad delantera parcial con el húmero, radio, cúbito y falanges aisladas, y varias costillas dorsales. Un segundo espécimen fue también referido a la especie, MGAUN PA270, una cintura pélvica más completa y una única extremidad posterior. Ambos especímenes están alojados en el Museu de Geologia da Universidade Agostinho Neto en Luanda. Los especímenes fueron descubiertos en la localidad Bench 19, cerca de 7 metros uno del otro, en el río Bentiaba de la provincia de Namibe. Estos fueron recolectados en la Formación Mocuio del Grupo Sāo Nicolau de la cuenca Namibe, que data de inicios de la época del Maastrichtiense del Cretácico Superior, hace 71.40–71.64 millones de años.

## Etimología
Cardiocorax fue nombrado originalmente por Ricardo Araújo, Michael J. Polcyn, Anne S. Schulp, Octávio Mateus, Louis L. Jacobs, A. Olímpio Gonçalves y M.-L. Morais en 2015 y la especie tipo es Cardiocorax mukulu. El nombre del género se deriva del término griego latinizado kardia, que significa "corazón", junto con corax, que significa "cuervo" y es la raíz del término "coracoides", en referencia a la fenestra en forma de corazón entre los coracoides que es un rasgo único de este género. El nombre de la especie proviene de la palabra mukulu de los dialectos del bantú angoleño, el cual significa "ancestro".

## Filogenia
Cardiocorax es un elasmosáurido relativamente distintivo, el cual posee cuatro rasgos únicos, conocidos como autapomorfias. De manera notable, muestra una extensión dorsal de la escápula reducida, una característica única entre los elasmosáuridos, pero convergente con sus parientes los plesiosaurios criptoclídidos. Este rasgo indica un ciclo de retracción-protracción longitudinal de la extremidad con un rotación simple en la articulación glenohumeral - un estilo único de Cardiocorax. Araújo et al. (2015) examinaron la posición filogenética del género usando una versión modificada de los datos de Ketchum & Benson (2010), así como un segundo conjunto de datos de Vincent et al. (2011) el cual encontraron consistente con el primero. El cladograma mostrado a continuación sigue sus resultados.
|  | Cardiocorax mukulu |
|  |                    |
|  | Styxosaurus snowii |
|  |                    |

|  | Hydrotherosaurus alexandrae                                                   |
|  |                                                                               |
|  | \| \| Elasmosaurus platyurus \| \| \| \| \| \| Libonectes morgani \| \| \| \| |
|  |                                                                               |
|  | Elasmosaurus platyurus                                                        |
|  |                                                                               |
|  | Libonectes morgani                                                            |
|  |                                                                               |

|  | Elasmosaurus platyurus |
|  |                        |
|  | Libonectes morgani     |
|  |                        |

|  | Cardiocorax mukulu |
|  |                    |
|  | Styxosaurus snowii |
|  |                    |

|  | Hydrotherosaurus alexandrae                                                   |
|  |                                                                               |
|  | \| \| Elasmosaurus platyurus \| \| \| \| \| \| Libonectes morgani \| \| \| \| |
|  |                                                                               |
|  | Elasmosaurus platyurus                                                        |
|  |                                                                               |
|  | Libonectes morgani                                                            |
|  |                                                                               |

|  | Elasmosaurus platyurus |
|  |                        |
|  | Libonectes morgani     |
|  |                        |

|  | Cardiocorax mukulu |
|  |                    |
|  | Styxosaurus snowii |
|  |                    |

|  | Hydrotherosaurus alexandrae                                                   |
|  |                                                                               |
|  | \| \| Elasmosaurus platyurus \| \| \| \| \| \| Libonectes morgani \| \| \| \| |
|  |                                                                               |
|  | Elasmosaurus platyurus                                                        |
|  |                                                                               |
|  | Libonectes morgani                                                            |
|  |                                                                               |

|  | Elasmosaurus platyurus |
|  |                        |
|  | Libonectes morgani     |
|  |                        |

|  | Cardiocorax mukulu |
|  |                    |
|  | Styxosaurus snowii |
|  |                    |

|  | Hydrotherosaurus alexandrae                                                   |
|  |                                                                               |
|  | \| \| Elasmosaurus platyurus \| \| \| \| \| \| Libonectes morgani \| \| \| \| |
|  |                                                                               |
|  | Elasmosaurus platyurus                                                        |
|  |                                                                               |
|  | Libonectes morgani                                                            |
|  |                                                                               |

|  | Elasmosaurus platyurus |
|  |                        |
|  | Libonectes morgani     |
|  |                        |

|  | Cardiocorax mukulu |
|  |                    |
|  | Styxosaurus snowii |
|  |                    |

|  | Hydrotherosaurus alexandrae                                                   |
|  |                                                                               |
|  | \| \| Elasmosaurus platyurus \| \| \| \| \| \| Libonectes morgani \| \| \| \| |
|  |                                                                               |
|  | Elasmosaurus platyurus                                                        |
|  |                                                                               |
|  | Libonectes morgani                                                            |
|  |                                                                               |

|  | Elasmosaurus platyurus |
|  |                        |
|  | Libonectes morgani     |
|  |                        |

|  | Cardiocorax mukulu |
|  |                    |
|  | Styxosaurus snowii |
|  |                    |

|  | Hydrotherosaurus alexandrae                                                   |
|  |                                                                               |
|  | \| \| Elasmosaurus platyurus \| \| \| \| \| \| Libonectes morgani \| \| \| \| |
|  |                                                                               |
|  | Elasmosaurus platyurus                                                        |
|  |                                                                               |
|  | Libonectes morgani                                                            |
|  |                                                                               |

|  | Elasmosaurus platyurus |
|  |                        |
|  | Libonectes morgani     |
|  |                        |

|  | Cardiocorax mukulu |
|  |                    |
|  | Styxosaurus snowii |
|  |                    |

|  | Hydrotherosaurus alexandrae                                                   |
|  |                                                                               |
|  | \| \| Elasmosaurus platyurus \| \| \| \| \| \| Libonectes morgani \| \| \| \| |
|  |                                                                               |
|  | Elasmosaurus platyurus                                                        |
|  |                                                                               |
|  | Libonectes morgani                                                            |
|  |                                                                               |

|  | Elasmosaurus platyurus |
|  |                        |
|  | Libonectes morgani     |
|  |                        |

|  | Cardiocorax mukulu |
|  |                    |
|  | Styxosaurus snowii |
|  |                    |

|  | Hydrotherosaurus alexandrae                                                   |
|  |                                                                               |
|  | \| \| Elasmosaurus platyurus \| \| \| \| \| \| Libonectes morgani \| \| \| \| |
|  |                                                                               |
|  | Elasmosaurus platyurus                                                        |
|  |                                                                               |
|  | Libonectes morgani                                                            |
|  |                                                                               |

|  | Elasmosaurus platyurus |
|  |                        |
|  | Libonectes morgani     |
|  |                        |